# Dolna Beșovița, Vrața
Dolna Beșovița (în bulgară Долна Бешовица) este un sat în comuna Roman, regiunea Vrața,  Bulgaria. 

## Demografie
Componența etnică a satului Dolna Beșovița
     Bulgari (22,55%)
     Nicio identificare (77,44%)
     Altele (0%)
La recensământul din 2011, populația satului Dolna Beșovița era de 266 locuitori. Nu există o etnie majoritară, locuitorii fiind  și bulgari (22,55%). Pentru 77,44% din locuitori nu este cunoscută apartenența etnică.